# وسام القلب الذهبي
وسام القلب الذهبي (Orden ng Gintong Puso) هو وسام من الفلبين.

## التاريخ
تم إنشاؤه بموجب الأمر التنفيذي 40-A بتاريخ 21 يونيو 1954، تمت ترقية جائزة القلب الذهبي الرئاسية إلى وسام القلب الذهبي بموجب الأمر التنفيذي رقم 236 في 19 سبتمبر 2003.

## المعايير
يمنح وسام القلب الذهبي اعترافًا رسميًا بالمواطنين الفلبينيين أو الأجانب الذين قدموا خدمات مميزة أو قدموا مساعدات مالية أو مادية جديرة بالملاحظة، وتشجيعًا للحملة من أجل تحسين الظروف الأخلاقية والاجتماعية والاقتصادية للجماهير الفلبينية وتحسينها، وللعمل التطوعي في خدمة الجماهير الفلبينية.

## الرتب
يتألف وسام القلب الذهبي من الرتب التالية:
| عضو | ضابط | قائد | ضابط كبير | جراند كروس | الياقة الكبرى |

- جراند كولر (GCGH) (Maringal na Kuwintas): تُمنح لرئيس سابق أو حالي للدولة و/ أو رئيس الحكومة، انظر الصورة.
- جراند كروس (GCrGH) (Maringal na Krus): تُمنح إلى ولي العهد أو نائب الرئيس أو رئيس مجلس الشيوخ أو رئيس مجلس النواب أو رئيس القضاة أو ما يعادله أو وزير الخارجية أو أي مسؤول وزاري آخر ؛ أو بناءً على سفير أو وكيل وزارة أو مساعد وزير أو أي شخص آخر في رتبة مماثلة أو معادلة لما سبق ذكره
- ضابط كبير (GOGH) (Maringal na Pinuno): يُمنح للقائم بالأعمال، وزير، وزير، مستشار، قنصل عام يرأس مركزًا قنصليًا، مديرًا تنفيذيًا، أو أي شخص آخر من رتبة مماثلة أو معادلة لما سبق.
- القائد (CGH) (Komandante): القائم بالأعمال، بالنيابة، المستشار، السكرتير الأول، القنصل العام في القسم القنصلي بالسفارة، المسؤول القنصلي بدرجة شخصية أعلى من السكرتير الثاني، المدير، أو أي شخص آخر من نفس الرتبة أو ما يعادل ذلك
- ضابط (OGH) (Pinuno): يُمنح لسكرتير ثانٍ أو قنصل أو مساعد مدير أو أي شخص آخر في رتبة مماثلة أو معادلة لما سبق.
- عضو (MGH) (Kagawad): يُمنح لسكرتير ثالث، أو نائب قنصل، أو ملحق، أو مساعد رئيسي، أو أي شخص آخر في رتبة مماثلة أو معادلة لما سبق.

## شارة
- شريط النظام أحمر. كان للجائزة شريط ثلاثي الألوان أزرق وأبيض وأحمر.[3]
- الشارة واللوحة عبارة عن صليب مالطي مطلي بالمينا الخضراء مع ميدالية ذهبية بيضاوية تمثل الأيدي مفتوحة على قلب ذهبي لامع، يعلوها شعار معكوس "MANUM TUAM APERVIT INOPE"، والميدالية بأكملها محاطة بتاج أخضر من الغار، وبين الفروع والأربطة الذهبية والأوراق الخضراء.
- تم تصميم الشارة في الأصل كميدالية من قبل جيلبرت بيريز وتم تعديلها لاحقًا إلى شارة النظام من قبل جالو أوكامبو.[4]

## المستلمون
- دانيال أكاكا، جراند كروس (مارينغال نا كروس)، 2008.[5]
- في ديل موندو، جراند كولر (Maringal na Kuwintas)، 2011 (بعد الوفاة).[6]
- إم إس سواميناثان، 1987، جائزة القلب الذهبي الرئاسية.
- بوب فيلنر، جراند كروس (مارينغال نا كروس)، 2008.[5]
- داريل عيسى، جراند كروس (مارينغال نا كروس)، 2008[5]
- ملكة إسبانيا ليتيزيا، الصليب الكبير (مارينغال نا كروس)، 2007.[7][8][9]
- فيلق السلام في الفلبين، جائزة القلب الذهبي الرئاسية، 1983.[10]
- نانسي بيلوسي، جراند كروس (مارينغال نا كروس)، 2008.[5]
- رودولفو كويزون، جراند كولر (Maringal na Kuwintas)، 2010
- هاري ريد، جراند كروس (مارينغال نا كروس)، 2008.[5]
- صوفيا ملكة إسبانيا، جراند كولر (Maringal na Kuwintas)، 2007[7]
- تسونيو تاناكا، غراند كروس (مارينغال نا كروس)، 2013.[11]
- إيميلدا ماركوس، جراند كولر (Maringal na Kuwintas).
- ملكة تايلاند سيريكيت، جائزة القلب الذهبي الرئاسية، 1968.
- ملكة نيبال راتنا، جائزة القلب الذهبي الرئاسية، 1971.
- كلارك بلوم، جائزة القلب الذهبي الرئاسية، 1971.[12]